# Gérard Briend
Pour les articles homonymes, voir Briend.
Gérard Briend (né le 26 mars 1947 à Paris) est un coureur cycliste français, professionnel de 1970 à 1972.

## Palmarès
- 1968
  -  Champion de France des sociétés[n 1]
  - Paris-Blancafort
  - Paris-Forges-les-Eaux
  - 2e de Paris-Dreux
  - 3e de Paris-Roubaix amateurs
  - 3e de Paris-Évreux
- 1969
  - Paris-Briare
  - Paris-Mantes
  - 2e de Paris-Vierzon
  - 2e du championnat de France des sociétés

## Résultats sur les grands tours

### Tour de France
1 participation
- 1972 : abandon (13e étape)

### Tour d'Espagne
1 participation
- 1970 : abandon (9e étape)